# Estadio Deportivo Cali
El Estadio Deportivo Cali es un estadio de fútbol en propiedad del equipo Deportivo Cali. Está ubicado en el área metropolitana de Cali, en el corregimiento de Palmaseca, zona rural de Palmira, en el km 8 de la recta interdepartamental entre ambos municipios.
Luego de la reducción del aforo del Estadio Metropolitano Roberto Meléndez de 60 000 a 46 692 espectadores, el Estadio Deportivo Cali se convirtió en el mayor aforo en Colombia, albergando a 52 000 espectadores.
Sin embargo, con la instalación de más de 12 000 sillas en 2018, la capacidad del escenario se vio reducida a 42 000 espectadores,la cual es su capacidad actual, incluyendo tribunas y suites.
Fue merecedor en 2006 del premio «Excelencia Inmobiliaria Colombia 2006» otorgado por la Federación Internacional de Profesiones inmobiliarias, como la obra civil de mayor envergadura en Colombia.

## Historia
Con el Acta n.º 178 de 1996 las directivas designaron a Harol Abadía, Gustavo Arana y Federico O'Byrne para conformar una comisión que visitaría los estadios ecuatorianos como son: el Estadio Monumental Isidro Romero Carbo del Barcelona Sporting Club y el Estadio Rodrigo Paz Delgado de Liga Deportiva Universitaria de Quito, con el fin de conocer la forma de financiación de estos estadios modernos. El encargado de hacer las estimaciones para la construcción del estadio del equipo fue el arquitecto Ricardo Mórtola.
El 6 de noviembre de 1998, se hizo pública en la sede urbana del club, la sede Alex Gorayeb, las primeras dos opciones de construcción del Estadio. El club recibiría ese día la donación de 200 000 m2 por parte de las familias Holguín, Lehner y Madrinán en una carta entregada por José Mejía al entonces presidente de la institución Humberto Arias. También se dio la noticia de la decisión de la Alcaldía de Palmira de eximir de todo impuesto a la institución durante un lapso de 10 años. Por último las empresas «Palcos y Suites» y «Olympys» hicieron entrega de toda la información pertinente para construir un escenario que además de usarse para eventos deportivos fuera un complejo social para desempeñar múltiples funciones y equipado con todo lo necesario para ello.
El 12 de marzo de 1999, se haría efectivo el traspaso del lote en una reunión en la sede administrativa. A nombre de los donantes asistió Julián Vicente Holguín y en nombre de la Asociación Deportivo Cali lo hizo el vicepresidente Gustavo Arana, quienes ante la notaria Beatriz Silva, de la Notaría 10.ª del Circuito de Cali, concretaron el traspaso, en el que estuvo presente el alcalde de Palmira, José Antonio Calle. El 7 de septiembre de ese año, fue presentada una maqueta del estadio con todas las reglas FIFA por Francisco Javier González, presidente de «Palcos y Suites», el arquitecto José Vicente Viteri y Jaime Alberto Martínez y José Mejía, representantes del promotor del proyecto.
Con motivo de la disputa del partido de vuelta de la final de la Liga Femenina 2021 entre Deportivo Cali e Independiente Santa Fe, el 12 de septiembre de 2021 el estadio cambió temporalmente su nombre por el de Myriam Guerrero, en homenaje simbólico a la primera capitana y directora técnica de la Selección femenina de fútbol de Colombia, por el desarrollo del fútbol femenino en el país. Asimismo, se buscó con el reconocimiento ser ejemplo para que en Latinoamérica se sumen al movimiento que busca generar más estadios con nombres de figuras y personalidades femeninas para que sean bandera en la lucha por la igualdad de género.

### Diseño arquitectónico
El diseño arquitectónico del estadio fue contratado al arquitecto ecuatoriano José Vicente Viteri, el mismo que fue realizado en su estudio profesional "Viteri & Arquitectos Asociados", empresa dedicada a la realización de proyectos comerciales y deportivos, con oficinas en la ciudad de Guayaquil. Con la experiencia de haber diseñado el Estadio Monumental Isidro Romero Carbo del Barcelona Sporting Club del Ecuador, Viteri diseña el nuevo proyecto, realizándose mejoras sustanciales en los nuevos planos para el Estadio del Deportivo Cali en cuanto a la visión y cercanía hacia el campo de juego, gracias al diseño de una geometría trazada en ordenador, lo que permite que desde cualquier sitio donde se encuentre el espectador se tenga una muy buena visual de la cancha. El proyecto del nuevo estadio se realizó de acuerdo a las “Recomendaciones Técnicas y requisitos para la construcción de Nuevos Estadios” publicado por la Federación Internacional de Fútbol Asociado (FIFA) en el año 1998. Cumple con todos los estándares de comodidad y seguridad para jugadores, árbitros, espectadores, invitados especiales, y medios, contando además con 5000 plazas de parqueos. Diseñado bajo la concepción de estadio multifuncional, incluye 65 locales en un centro comercial, 2 restaurantes con vista panorámica, capilla y un museo del club, y como negocio inmobiliario, se diseñaron 896 suites dispuestas de dos torres de suites de 5 niveles cada una, y palcos privados individuales, diseñándose para un aforo de 52 000 espectadores.
Siendo un proyecto realizado en Ecuador, Viteri conformó un equipo de profesionales para desarrollar el proyecto, teniendo como Arquitecto encargado al Arq. Galo Gómez Chacón. Posteriormente, y durante un lapso de 3 años, el Arq. José Vicente Viteri viajó a Cali para realizar la Supervisión Arquitectónica y asesorar en el modelo de negocio, hasta 2003 en que se inauguró el estadio.

### Construcción

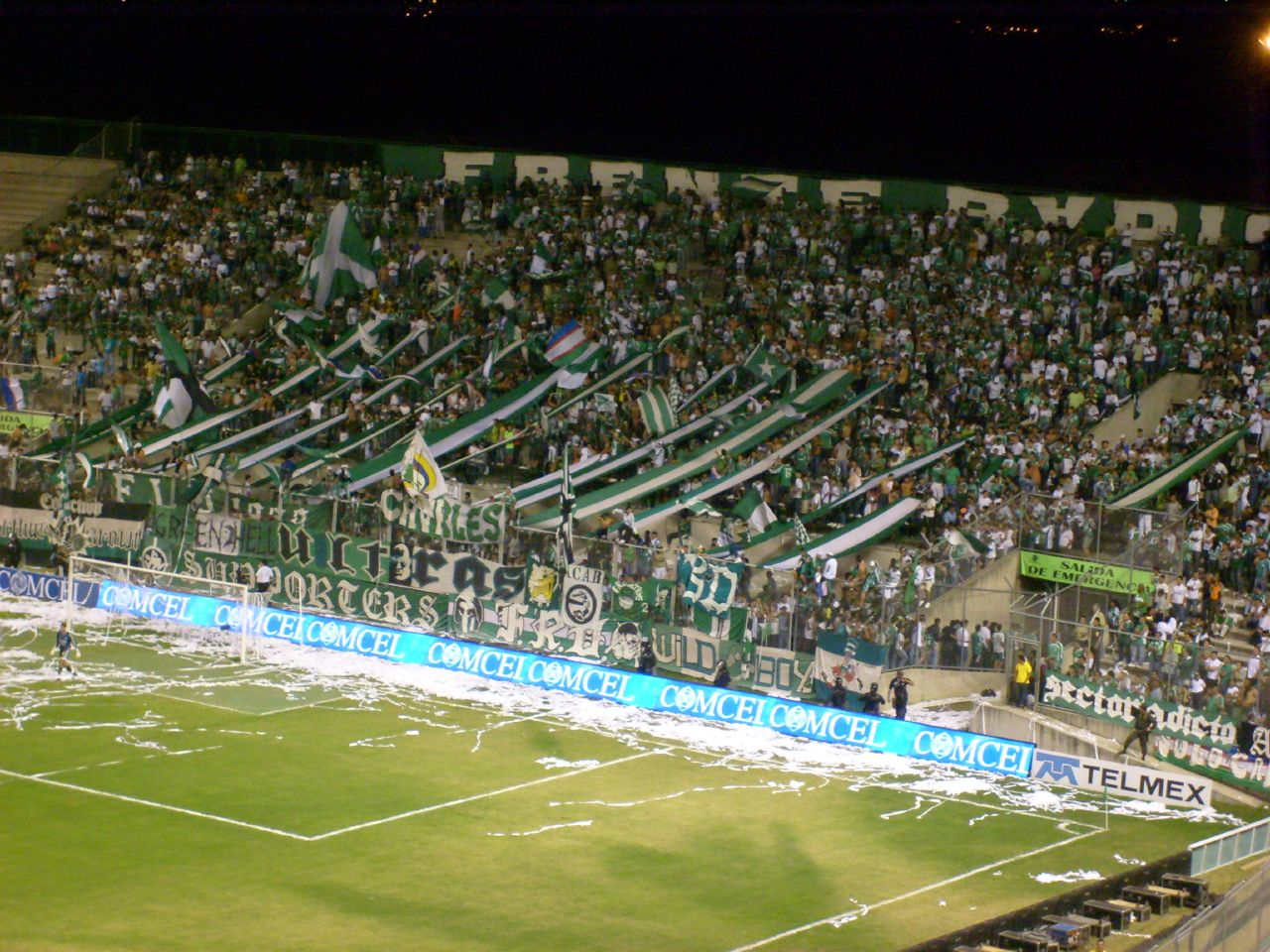
El Frente Radical Verdiblanco en la tribuna Sur.

El 24 de agosto de 2001, se puso la primera piedra del escenario. En presencia del presidente de la institución Humberto Arías, las directivas del fútbol colombiano, los socios, invitados y prensa deportiva, el Obispo de Palmira, Monseñor Orlando Corrales bendijo está piedra. El 4 de julio de 2002, se iniciaron las obras de construcción,  que tuvo varios contratiempos como el hallado el 20 de febrero de 2007, cuando antropólogos de la Universidad Nacional de Colombia descubrieron un cementerio indígena en los terrenos del estadio.
En el lugar fueron encontrados desde cerámicas hasta cuerpos, todos pertenecientes a la cultura malagana que vivió en la zona desde el siglo V a. C. hasta el siglo V. Los restos encontrados fueron dispuestos en un museo con el que cuenta el escenario, además esta cultura indígena fue plasmada en un mural en el exterior de la estructura por los maestros de la pintura vallecauna Mario Gordillo, Pedro Alcántara y Roberto Molano, quienes representaron en el mural los paisajes del departamento, representando la cultura malagana con reconocidas figuras del deporte.
Otros problemas que presentó durante la construcción fueron la escasez de hierro en el mercado y un humedal que obligó a cambiar los planes hídricos del establecimiento. En agosto de 2011 se iniciaron obras de adecuación que incluyeron rampas y vía alterna de acceso, plantas de tratamiento de aguas residuales adecuaciones de seguridad.

### Constructor
La construcción del estadio estuvo a cargo de la empresa Suites y Palcos S.A., quien terminó de realizar la obra en 2003.

### Preinauguración
Estando las dos tribunas principales cerca de su culminación, la oriental, Carlos Sarmiento Lora, y la occidental, Alex Gorayeb, el 27 de septiembre de 2003 se disputó un cuadrangular entre la cantera del Deportivo Cali, el colegio Bolívar, Jefferson y Colombo-Británico. El saque de honor lo ejecutó Carlos «El Pibe» Valderrama. El 25 de enero de 2006 se estrena la gramilla en un partido de pretemporada ante Quindío, en un primer encuentro con las formaciones alternas los equipos empataron a 2 dianas, en el segundo encuentro el Cali caería 1-2.
Deportivo Cali estrenó su estadio el miércoles 29 de octubre de 2008, con victoria 1-0 ante el campeón vigente de la Copa Liberadores, Liga Deportiva Universitaria de Quito, con anotación de Harold Herrera.
En este estadio se llevó a cabo el 19 de noviembre de 2008 el partido entre los seleccionados de Colombia y Nigeria, el cual terminó con un gol del delantero samario Radamel Falcao García, con un pase de Sergio Herrera.

### Inauguración
La inauguración oficial sucedió el 21 de febrero de 2010 fue ante el Deportes Quindío, en un encuentro en el que los locales vencieron 2-0. El primer gol fue anotado por Jhon Charria, convirtiéndose en el primer jugador en anotar un gol en el Estadio Deportivo Cali de manera oficial.

### Otros equipos como local
Además del Deportivo Cali, dos equipos de la Categoría Primera B han jugado como locales en el escenario entre 2018 y 2019, se trata del Atlético Fútbol Club y del Universitario de Popayán.

## Títulos del Deportivo Cali

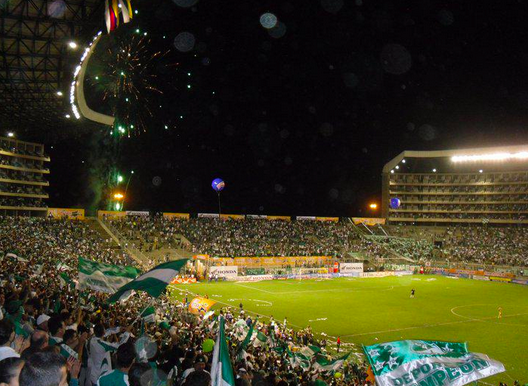
El Estadio durante la final de la Copa Colombia 2010.

### Título deCopa Colombia
Deportivo Cali jugó como local sus partidos por la Copa Colombia 2010 en su estadio, llegando a la final contra el Itagüí Ditaires. El duelo decisivo en Palmaseca favoreció al conjunto 'azucarero' 2-0 (global 3-0), gracias a los tantos de César Amaya y Andrés «Manga» Escobar. Este fue el primer título que obtiene Deportivo Cali en su estadio propio, el cual le dio el cupo para jugar la Copa Sudamericana 2011.

### Novena estrella
El Deportivo Cali volvió a jugar como local en su estadio durante la temporada 2015, donde disputaría una final de Liga por primera vez. La final, correspondiente al Torneo Apertura, la disputaría contra el Independiente Medellín. El partido de ida se jugó en Palmaseca. Gracias al gol de Harold Preciado, el conjunto 'azucarero' ganó por la mínima diferencia, resultado que permitió que el equipo saliera campeón debido a que el partido de vuelta, jugado en el Atanasio Girardot, terminó igualado a uno. El gol del Deportivo Cali  lo marcó Andrés Roa.

### Décima estrella
El Deportivo Cali jugó una final de liga en 2021, correspondiente al Torneo Finalización, después de 4 años, cuando perdieron la final del Torneo Apertura 2017 contra Atlético Nacional (por un global de 5-3) y después de 6 años de haber obtenido su último título. El encuentro lo disputó contra el Deportes Tolima. El partido de ida se jugó en el Estadio del Deportivo Cali, resultando en empate de 1-1. Para el equipo 'azucarero' marcó Harold Preciado en el minuto 41’. Más tarde, en el partido de vuelta, el equipo caleño se coronó campeón en el Estadio Manuel Murillo Toro, de la ciudad de Ibagué, luego de ganar por un resultado de 1-2, gracias a los goles de Jhon Vásquez y de Harold Preciado, los cuales dejaron un marcador global de 3-2 a favor del Deportivo Cali. 

## Tribunas
El estadio, con capacidad para aproximadamente 42 000 espectadores, cuenta con 4 tribunas principales: Sur, Norte, Occidental y Oriental, así mismo estas dos últimas se dividen en sectores laterales, que son más económicas y las centrales que no cuentan con ninguna obstrucción (malla) para ver el juego, y están hechas principalmente para los socios del Club. El equipo cuenta con un plan de abonos accesible para todos los gustos y precios, lo que permitió que durante el primer semestre de la temporada 2015 tuviera un promedio 17 000 aficionados por juego, de los cuales 15 000 eran abonados.
Aparte de esto, el estadio tiene un gran número de palcos en las tribunas Occidental y Oriental, en donde muchos socios del equipo que los alquilan y distintas personalidades que siguen al equipo pueden ver los juegos con comodidad.